# Asaccus gardneri
Asaccus gardneri (листопалий гекон Гарднера) — вид геконоподібних ящірок родини Phyllodactylidae. Ендемік Об'єднаних Арабських Еміратів. Вид названий на честь британського герпетолога Ендрю Гарднера.

## Таксономія
Молекулярно-генетичне і морфологічне дослідження 2016 року показало, що Asaccus caudivolvulus, який раніше вважався одним видом, насправді є комплексом видів, що включає три мікроендемічні види — власне Asaccus caudivolvulus, Asaccus gardneri і Asaccus margaritae, які почали диверсифікуватися в середньому міоцені. Найближчим родичем A. gardneri є A. caudivolvulus, з яким вони розділилися 4 мільйони років тому.

## Поширення і екологія
Листопалі гекони Гарднера мешкають в горах Харджар на території півострова Мусандам в Омані і на північному сході ОАЕ. Вони живуть серед скель, зокрема у ваді, на висоті до 1000 м над рівнем моря. Ведуть нічний спосіб життя, вдень ховаються в печерах.
Влітку самиці відкладають одне яйце, яке прикріплюють до каменя.